# Anopinella phillipsae
Anopinella phillipsae là một loài bướm đêm thuộc họ Tortricidae. Loài này có ở Costa Rica.
Chiều dài cánh trước là 6.9–8 mm.